# شیخ ابراهیم
شیخ صدرالدین ابراهیم صفوی (۸۵۱-۸۰۲ق) (۱۴۴۷-۱۳۹۶م) چهارمین شیخ صفوی و فرزند خواجه علی سیاهپوش است. وی در سده نهم هجری می‌زیست و در هنگام مرگ پسرش شیخ جنید را به جانشینی خود انتخاب کرد. شیخ ابراهیم چندان شناخته شده نیست و در کتابهای تاریخی مطلب زیادی دربارهٔ او نوشته نشده است و به نظر می‌رسد در زمان او اتفاق چندان مهمی دربارهٔ صفویان به وقوع نپیوسته باشد.
به نقل از کتاب تاریخ عالم آرای عباسیْ پدر سلطان شیخ ابراهیم به حج رفته بود که «فرزند سعادتمندش تاب مفارقت پدر ستوده سیر نیاورده، ذوق طواف رکن و مقامات بر آن افزوده، او نیز متعاقب عزیمت سفر خیر اثر حجاز نمود» و به پدر پیوست و «پسر و پدر به اتّفاق یکدیگر به مناسک حج قیام نموده» امّا در همین حین «مزاجِ شریفِ سلطان خواجه علی از منْهَجِ اعتدال طبیعی منحرف گشته به تهیّه اسباب سفر آخرت پرداخت». (تاریخ عالم آرای عباسی، ج ۱، ص۳۵). خلاصه در این سفر پدرش (سلطان خواجه علی، رهبر طریقت صفوی) فوت می‌کند، در نتیجه او به رهبری طریقت صفوی، پس از پدرش، برگزیده می‌شود.  